# Sajókápolna
Sajókápolna is een plaats (község) en gemeente in het Hongaarse comitaat Borsod-Abaúj-Zemplén. Sajókápolna telt 441 inwoners (2001).